# Mogens Linck
Mogens Linck, född 7 januari 1912 i Frederiksberg, död 9 december 1988, var en dansk journalist, författare och översättare.
Mogens Linck var son till författaren Helge Linck och Betty Scherling Petersen. Han studerade vid Lycée Clémenceau i Nantes 1926-1929 och fick diplom i franska språket och litteraturen från universitetet i Rennes 1929. Han var därefter journalist på bl.a. Berlingske Tidende, Nationaltidende och Social-Demokraten.
Linck författardebuterade 1934 med romanen Pelshuen 1934, en psykologisk spänningsroman som fick ett gott mottagande av pressen. Hans mest kända verk är romanerna Af Mennesker er du kommet (1945) och På Vej (1950). Han skrev främst kriminalromaner. Han skrev dock även ett antal hörspel och skådespel.
Han var gift med barnartisten Connie Meiling.

### Romaner
- Pelshuen (1934)
- Et Kys (1935)
- Det, der gik forud (1936)
- Damen med den røde Hat (1940)
- Mistænkt (1942)
- Lille Menneskebarn (1943)
- Drift (1944)
- Af Mennesker er du kommet (1945)
- På Vej (1950)
- Flugten (1958)

### Hörspel
- Undervejs (1942)
- Manden uden Albuer (1944)
- Vi spiller videre (1950)

### Skådespel
- Giv Kejseren Støvet (1952)
- Det lille Hotel (1955)
- Juliette (1960)

## Erkännanden
- Carl Møllers Legat (1937)
- Emma Bærentzens Legat (1938)
- Rongeske Fonds Legat (1938)
- Forfatterforbundets Legat (1944)
- Dansk Forfatterforenings legat (1945)
- Sophus Michaëlis' Legat (1947)
- Frøken Suhrs Forfatterlegat (1955 och 1969)
- Madame Hollatz' Legat (1961)
- Edith og Helge Rode Legatet (1964)